# Apollo (Alternative TV)
Apollo è l'ottavo album di studio del gruppo punk inglese Alternative TV, pubblicato il 23 febbraio 1999 da Overground Records. In quest'album, considerato da alcuni critici il migliore degli ATV dal debutto The Image Has Cracked, il cantante e chitarrista Perry continua a sperimentare con generi molto differenti fra cui glam rock e musica latina. Il disco è stato registrato assieme a ex componenti di The Door and the Window e Aztec Camera, e vede per la prima volta in un lavoro del gruppo l'utilizzo di drum machine.

## Tracce
- Tutte le tracce scritte da Mark Perry eccetto dove indicato.

1. Introducing - 2:45
2. Apollo - 4:18
3. Communication Failure - 4:53
4. I Looked at Your Face - 4:46
5. Hello, I'm Mika... - 0:04
6. Where? - 2:01
7. Propaganda - 4:28
8. Return of the Crack - 4:30
9. Politics in Every Sausage (Perry, Ugly) - 3:30
10. A Love Song - 3:34
11. Oh Shit, We Fell from Grace - 5:04
12. Slap and Tickle (Difford, Perry, Tilbrook) - 3:46
13. The Green Hair - 8:59
14. Jane's Bath - 4:51
15. Just a Memory (Perry, Ugly) - 2:58
16. Do You Know What Time It Is? - 3:56

## Crediti[2][3]
- Mark Perry - chitarra, percussioni, tastiere
- Luci Bocchino - chitarra
- Rob Ugly - basso
- Chris Difford - compositore
- Glenn Tilbrook - compositore
- Rufus - copertina

### Ospiti[2]
- Nag
- Roddy Frame